# Mezquita Tipu Sultan
La Mezquita Tipu Sultan (también conocida como Tipu Sultan Masjid) es una famosa mezquita de Calcuta, India. Situada en el 185 de Dhartamtalla Street, la mezquita forma parte del patrimonio arquitectónico y cultural de Calcuta. A diferencia de otras mezquitas de la ciudad, permite la entrada a personas de todas las religiones.

## Construcción
El edificio fue construido en 1842 por el príncipe Ghulam Mohammed, el hijo menor de Tipu Sultan (1750–1799), rey de Mysore, que previamente había construido una mezquita idéntica en 1835 en Tollygunge. El Ghulam Mohammed Wakf Estate gestiona las dos mezquitas en la actualidad. Ghulam Mohammed usó su poder y compró un terreno en el centro de Calcuta y construyó esta mezquita en 1842 en memoria de su padre Tipu Sultan.
La mezquita, pintada de color verde, tiene dieciséis cúpulas y cuatro minaretes. Los chapiteles sobre las cúpulas y minaretes, los arcos y las elaboradas fachadas talladas la dan un llamativo aspecto. Tiene capacidad para mil personas.
A principios de los años ochenta, la Mezquita Tipu Sultan fue dañada por las obras de construcción del Metro de Calcuta en la zona de la Esplanade. Tras esto, se formó un comité para reparar la mezquita, que fue restaurada con el esfuerzo conjunto del Comité de Protección de la Mezquita Tipu Sultan y del Metro de Calcuta.

## Restauración
El Comité de Protección de la Mezquita Tipu Sultan fue fundado a finales de la década de 1980 por Seraj Mubarki y Mohammad Sharfuddin, para informar a las personas sobre el daño causado a la mezquita por las obras del metro y para negociar con las autoridades del Metro de Calcuta la reparación de los daños causados por las obras por debajo del edificio. Las autoridades acordaron demoler la parte dañada de la mezquita y reconstruirla.

## Relaciones con la comunidad
El Comité de Protección de la Mezquita Tipu Sultan, bajo la dirección de Janab Sami Mubaraki, el presidente titular, continúa desempeñando un papel activo en los asuntos diarios de la mezquita. Los miembros del comité recaudaron 21 501 rupias para las víctimas del tsunami de 2004.
El imán de la mezquita, Noor ur Rahmaan Barkati, publicó en 2016 una fetua contra el primer ministro de la India, Narendra Modi, por desmonetización. Fue denunciado por la policía en mayo de 2017 después de que se negara a retirar un faro rojo ilegal de su vehículo y amenazara con emprender la yihad contra la India.